# Fondation Kalakshetra
La Fondation Kalakshetra (« temple de l'art ») est une académie située à Tiruvanmiyur, dans la banlieue sud de Madras en Inde, dont la vocation est l'enseignement et la préservation des arts traditionnels (danse, musique) et de l'artisanat indiens (peinture, tissage...).
Fondée en 1936 par la théosophe et danseuse Rukmini Devi Arundale, cette école de renommée internationale accueille des étudiants du monde entier qui deviennent, comme le veut la tradition indienne, les disciples (« śhishya ») d'un Guru qui leur enseigne son art. Elle est particulièrement réputée pour l'excellence de ses danseuses de bharata natyam.